# Кайинкулак
Кайинкулак (укр. Каїнкулак) — река в Черниговском районе Запорожской области Украины, правый приток реки Молочной.

## Описание
Длина 21 км. Площадь водосборного бассейна 182 км². Уклон 4,2 м/км.

## Населённые пункты
Река начинается в селе Новополтавка Черниговского района Запорожской области, протекает через село Новоказанковатое, через село Пирчино и у села Трудовое впадает в реку Токмачка (верховье Молочной реки). На Кайинкулаке создано несколько крупных прудов.